# نادي رفيق
نادي رفيق هو أحد أندية كرة القدم في ليبيا.
وهو من ضمن أقدم الأندية الليبية ويسمي بقاهر الكبار أي انه غالباً ما تنهزم أمامه أكبر الفرق الليبية ويكون عائقاً لطموحاتهم
ويدعي بين عشاقه ومحبيه ب ( الروفا )
الوان الغلالة
الاحمروالأسود
له شعبية كبيرة وجماهير عريضة تحبه حتي الجنون ( وكما يقولون من الحب ما قتل) فقد ساهم جمهوره بنزوله للدرجة الثانية أثر شغب الجمهور